# Laudabiliter
Laudabiliter je papežská bula vydaná Hadriánem IV. v roce 1155, která byla adresována anglickému králi Jindřichu II. Plantagenetovi.
Touto bulou přiznává papež anglickému králi titul Dominus Hiberniae (Pán Irska); čímž dal dovolení Jindřichu II. Plantagenetovi napadnout Irsko s cílem oslabit zneužívání moci, zamezit mravnímu úpadku duchovenstva a nastolit pořádek v irské církvi.
Pravdivost buly bývá zpochybňována, protože se nedochoval originál a pozdější přepis neodpovídá stylu, který se v té době používal u papežského dvora.